# Équipe de Slovénie de hockey sur glace
Cet article traite de l'équipe masculine. Pour l'équipe féminine, voir Équipe de Slovénie féminine de hockey sur glace.
L'équipe de Slovénie de hockey sur glace est la sélection nationale de Slovénie regroupant les meilleurs joueurs de hockey sur glace slovènes lors des compétitions internationales. L'équipe est sous la tutelle de la Fédération de Slovénie de hockey sur glace. L'équipe est classée 17e au classement IIHF 2023.
La meilleure performance de l'équipe en compétition internationale est une 13e place en Championnat du monde.

## Historique

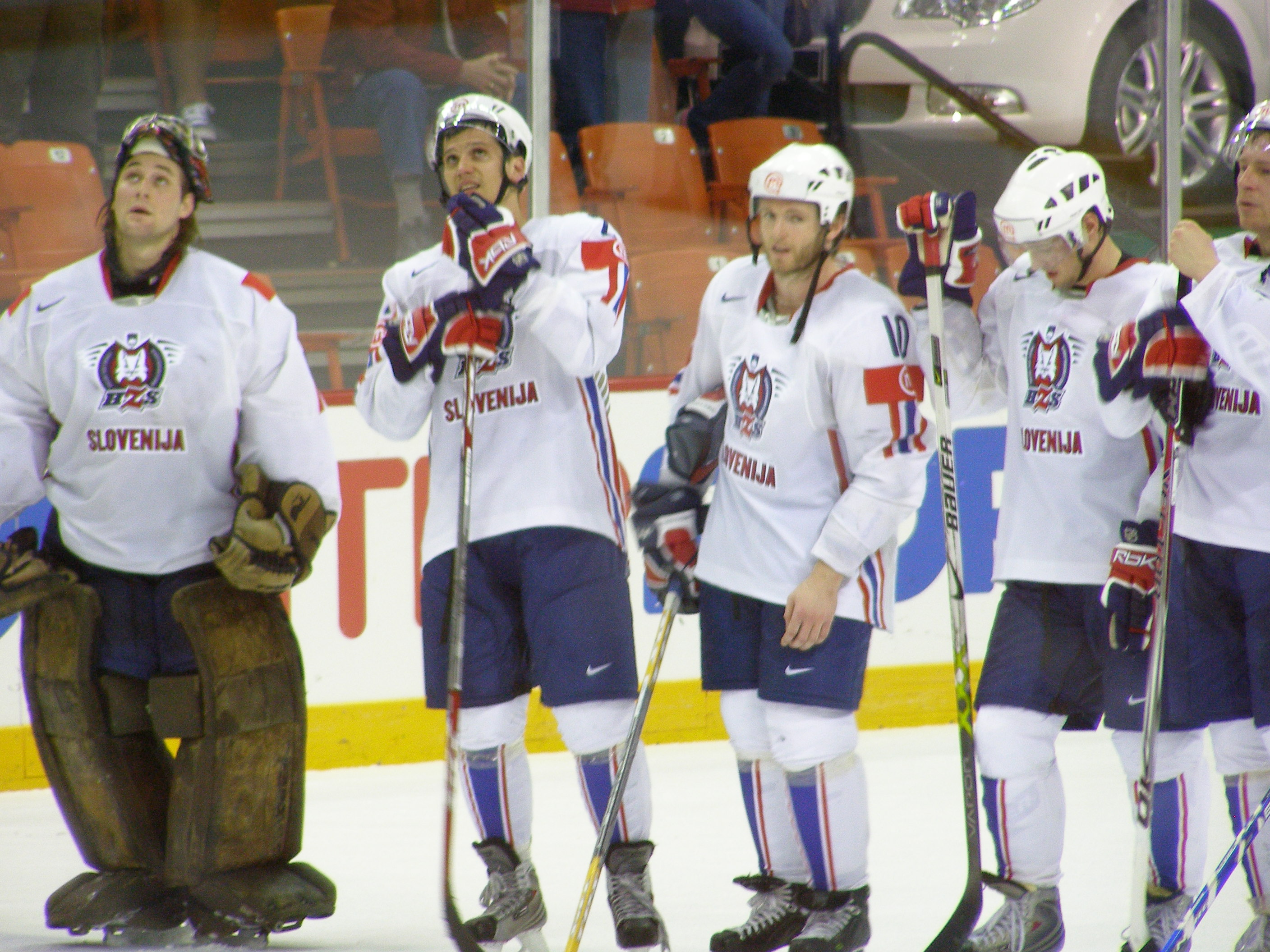
L'équipe au Championnat du monde 2008.

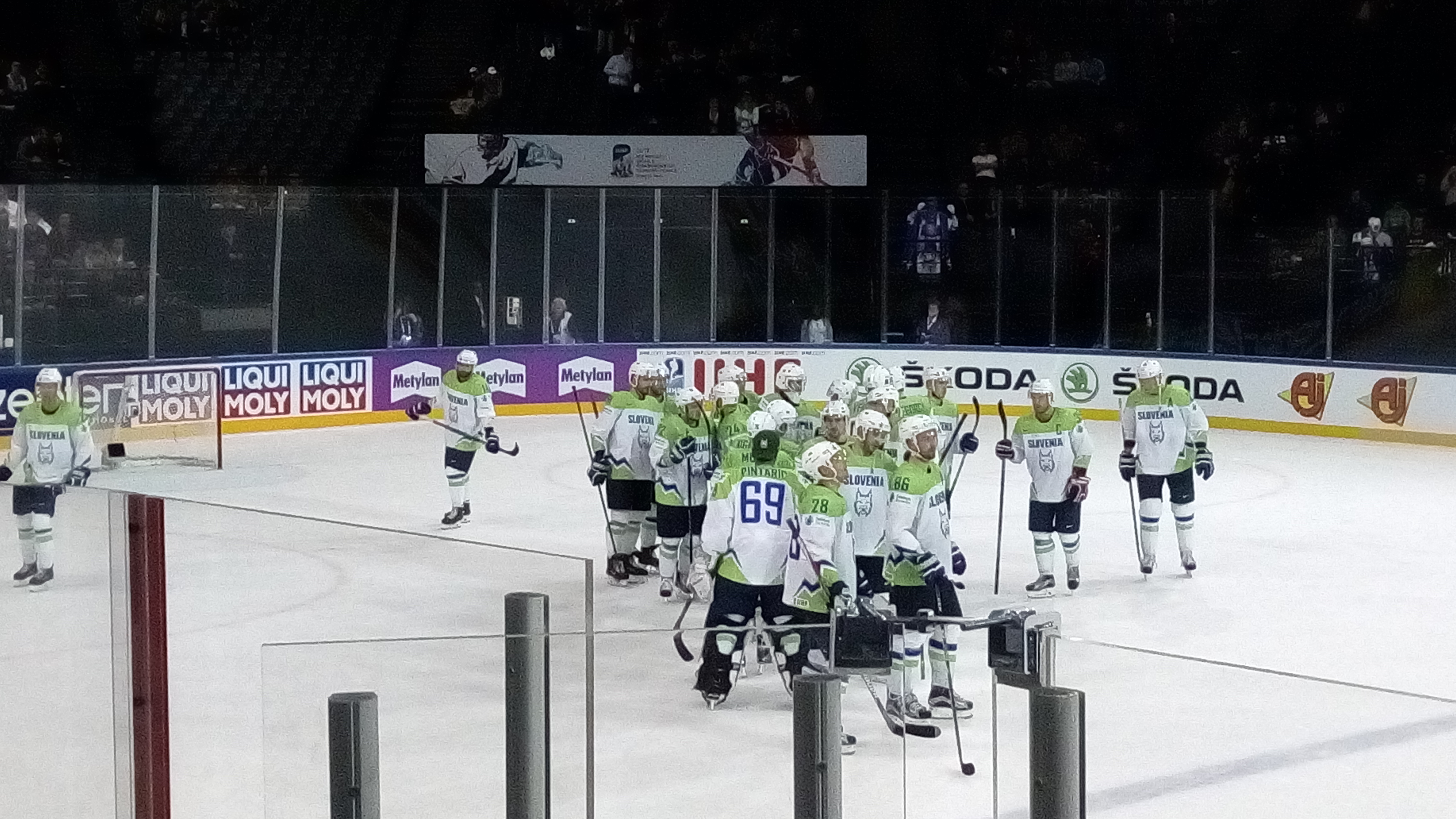
L'équipe au Championnat du monde 2017.

## Effectif
| No    | Nom                 | Position       | Club                          |
| ----- | ------------------- | -------------- | ----------------------------- |
| +004, | Aleksandar Magovac  | Défenseur      | Gothiques d'Amiens            |
| +006, | Miha Štebih         | Défenseur      | SK Horácká Slavia Třebíč      |
| +008, | Marcel Mahkovec     | Attaquant      | HK Olimpija Ljubljana         |
| +010, | Miha Beričič        | Attaquant      | HK Olimpija Ljubljana         |
| +012, | Nik Simšič          | Attaquant      | HK Olimpija Ljubljana         |
| +013, | Nace Langus         | Attaquant      | Vikings d'Augustana           |
| +014, | Matic Podlipnik - A | Défenseur      | EC Kitzbühel                  |
| +015, | Blaž Gregorc        | Défenseur      | HK Olimpija Ljubljana         |
| +017, | Jan Goličič         | Défenseur      | Olympiques de Gatineau        |
| +018, | Ken Ograjenšek      | Attaquant      | EHC Linz                      |
| +021, | Jan Drozg           | Attaquant      | HC Red Star Kunlun            |
| +023, | Jaka Sodja          | Attaquant      | HK Olimpija Ljubljana         |
| +033, | Žan Us              | Gardien de but | HDD Jesenice                  |
| +041, | Jan Ćosić           | Défenseur      | HK Olimpija Ljubljana         |
| +043, | Urban Podrekar      | Défenseur      | Firebirds de Flint            |
| +046, | Matic Török - A     | Attaquant      | KooKoo Kouvola                |
| +047, | Rok Macuh           | Attaquant      | HC Olomouc                    |
| +049, | Filip Sitar         | Attaquant      | Huskies du Connecticut        |
| +055, | Robert Sabolič - C  | Attaquant      | HK Olimpija Ljubljana         |
| +061, | Lukaš Horak         | Gardien de but | HK Olimpija Ljubljana         |
| +069, | Matija Pintarič     | Gardien de but | Brûleurs de loups de Grenoble |
| +070, | Rok Kapel           | Attaquant      | HK Olimpija Ljubljana         |
| +091, | Žan Jezovšek        | Attaquant      | EV Lindau Islanders           |
| +092, | Anže Žeželj         | Attaquant      | Fehérvár HA                   |
| +096, | Bine Mašič          | Défenseur      | HK Olimpija Ljubljana         |

## Sélectionneurs successifs
- Edo Terglav (2023-)[3]
- Matjaž Kopitar (2019-2023)[4]
- Ivo Jan (2018-2019)[5]
- Kari Savolainen (2017-2018)[6]
- Nik Zupančič (2015-2017)[7]
- Matjaž Kopitar (2010-2015)
- John Harrington (2009-2010)
- Mats Waltin (2007-2008)
- Ted Sator (2006-2007)
- František Vyborny (2005-2006)
- Kari Savolainen (2003-2005)[6]
- Matjaž Sekelj (2001-2003)
- Rudi Hiti (1999-2000)
- Pavle Kavčič (1996-1999)
- Vladimir Krikounov (1995-1996)
- Rudi Hiti (1992-1995)

## Résultats

### Jeux olympiques
- 1920-2010 - Ne participe pas
- 2014 - 7e place
- 2018 - 9e place

- 2022 - Non qualifiés

### Championnats du monde
La Slovénie participe à partir de 1993, après la fin de l'URSS.
- 1993 - 20e place (4e de la Poule C)
- 1994 - 25e place (5e de la Poule C)
- 1995 - 27e place (7e de la Poule C)
- 1996 - 23e place (3e de la Poule C)
- 1997 - 22e place (2e de la Poule C)
- 1998 - 18e place (2e de la Poule B)
- 1999 - 21e place (5e de la Poule B)
- 2000 - 23e place (7e de la Poule B)
- 2001 - 1er de la Division I, groupe B
- 2002 - 13e place
- 2003 - 15e place
- 2004 - 1er de la Division I, groupe B
- 2005 - 13e place
- 2006 - 16e place
- 2007 - 1er de la Division I, groupe B
- 2008 - 15e place
- 2009 - 2e de la Division I, groupe A
- 2010 - 1er de la Division I, groupe B
- 2011 - 16e place
- 2012 - 1er de la Division IA
- 2013 - 16e place
- 2014 - 1er de la Division IA
- 2015 - 16e place
- 2016 - 1er de la Division IA
- 2017 - 15e place
- 2018 - 5e de la Division IA
- 2019 - 4e de la Division IA
- 2020 - Annulé en raison du coronavirus
- 2021 - Annulé en raison du coronavirus
- 2022 - 1er de la Division IA
- 2023 - 16e place
- 2024 - 2e de la Division IA
- 2025 - 13e place

Note :  Promue ;  Reléguée

## Classement mondial
| Année     | Rang | Points | Progression |
| --------- | ---- | ------ | ----------- |
| 2003      | 16   | 2 595  |             |
| 2004      | 16   | 2 420  | ±0          |
| 2005      | 15   | 2 295  | +1          |
| Mai 2006  | 18   | 2 640  | -3          |
| 2007      | 18   | 2 640  | ±0          |
| 2008      | 15   | 2 460  | +3          |
| 2009      | 17   | 2 190  | -2          |
| Fév. 2010 | 18   | 2 755  | -1          |
| Mai 2010  | 19   | 2 730  | -1          |
| 2011      | 18   | 2 565  | +1          |

| Année     | Rang | Points | Progression |
| --------- | ---- | ------ | ----------- |
| 2012      | 18   | 2 375  | ±0          |
| 2013      | 17   | 2 215  | +1          |
| Fév. 2014 | 14   | 3 045  | +3          |
| Mai 2014  | 14   | 3 040  | ±0          |
| 2015      | 14   | 2 795  | ±0          |
| 2016      | 15   | 2 530  | -1          |
| 2017      | 15   | 2 305  | ±0          |
| Fev. 2018 | 15   | 3 010  | ±0          |
| Mai 2018  | 15   | 2 915  | ±0          |
| 2019      | 18   | 2 620  | -3          |

## Équipe junior moins de 20 ans

### Championnats du monde junior
De la même manière, la Slovénie participe à partir de 1993, après la fin de l'URSS.
- 1993 - Perd les qualifications
- 1994 - Perd les qualifications
- 1995 - 2e place du Groupe C
- 1996 - 2e place du Groupe C
- 1997 - 2e place du Groupe C
- 1998 - 3e place du Groupe C
- 1999 - 3e place du Groupe C
- 2000 - 2e place du Groupe C
- 2001 - 1er de Division II
- 2002 - 6e de Division I
- 2003 - 2e de Division I, Groupe B
- 2004 - 3e de Division I, Groupe A
- 2005 - 2e de Division I, Groupe B
- 2006 - 3e de Division I, Groupe A
- 2007 - 5e de Division I, Groupe A
- 2008 - 3e de Division I, Groupe B
- 2009 - 4e de Division I, Groupe A
- 2010 - 3e de Division I, Groupe A
- 2011 - 2e de Division I, Groupe B
- 2012 - 4e de Division I, Groupe A
- 2013 - 4e de Division IA
- 2014 - 5e de Division IA
- 2015 - 6e de Division IA
- 2016 - 5e de Division IB
- 2017 - 3e de Division IB
- 2018 - 3e de Division IB
- 2019 - 1er de Division IB
- 2020 - 6e de la Division IA
- 2021 - Annulé en raison du coronavirus
- 2022 - 2e de Division IB
- 2023 - 6e de la Division IA

## Équipe des moins de 18 ans

### Championnats du monde moins de 18 ans
L'équipe des moins de 18 ans participe dès la première édition.
- 1999 - 2e Division I
- 2000 - 3e Division I
- 2001 - 1er Division II
- 2002 - 2e Division I
- 2003 - 3e de Division 1, groupe A
- 2004 - 2e de Division 1, groupe A
- 2005 - 2e de Division 1, groupe A
- 2006 - 2e de Division 1, groupe A
- 2007 - 2e de Division 1, groupe A
- 2008 - 6e de Division 1, groupe A
- 2009 - 2e de Division 2, groupe A
- 2010 - 1er de Division 2, groupe B
- 2011 - 2e de Division 1, groupe B
- 2012 - 5e de Division 1, groupe A
- 2013 - 6e de Division IA
- 2014 - 3e de Division IB
- 2015 - 2e de Division IB
- 2016 - 4e de Division IB
- 2017 - 1er de Division IB
- 2018 - 6e de Division IA
- 2019 - 5e de Division IB
- 2020 - Annulé en raison du coronavirus
- 2021 - Annulé en raison du coronavirus
- 2022 - 4e de Division IB
- 2023 - 2e de Division IB
- 2024 - 1er de Division IB
- 2025 - 4e de Division IA